# دوراکومبورا
دوراکومبورا (به لاتین: Dorakumbura) یک منطقهٔ مسکونی در سری‌لانکا است که در استان مرکزی (سری‌لانکا) واقع شده‌است.